# Новостройка (Оренбургская область)
Новостройка — посёлок в Первомайском районе Оренбургской области в составе Сергиевского сельсовета.

## География
Располагается на расстоянии примерно 20 километров по прямой на восток-северо-восток от районного центра посёлка Первомайский.

## История
Основан в 1929 году как посёлок коммунаров и работников МТС.В 1934 году населённый пункт носил название «Экономия Строитель», в нём тогда проживало 100 человек, в 1957 году — хутор Строительство, в 1963 году — посёлок Новостройка.

## Население
Постоянное население составляло 355 человек в 2002 году (русские 51 %, казахи 30 %), 281 в 2010 году.